# Беррета, Томас
Тома́с Берре́та Гандо́льфо (исп. Tomás Berreta Gandolfo, 22 ноября 1875 — 2 августа 1947) — уругвайский политик, президент Уругвая.

## Биография
Родился в 1875 году в небольшом городке Колон, который к настоящему времени уже стал частью Монтевидео, его родителями были Хуан Беррета и Роса Гандольфо. Начальной школы не посещал, читать и писать его научила мать. С детства занимался сельскохозяйственным трудом. В 1896—1904 годах принял активное участие в развернувшихся в стране боевых действиях.
В 1911—1916 годах был начальником полиции Канелонеса, в 1917—1920 годах был интендантом департамента Канелонес. В 1922, 1925 и 1928 годах избирался депутатом парламента, в 1930—1933 годах входил в состав Национального Совета Администрации. Когда в 1933 году президент Габриэль Терра осуществил переворот, то Томас Беррета был арестован вместе с прочими оппозиционными лидерами. Отправился в изгнание в Бразилию, где проживал в Порту-Алегри.
В 1942 году президент Альфредо Бальдомир совершил «хороший переворот», и Томас Беррета вошёл в состав Государственного совета, где принял участие в создании новой Конституции. В правительстве Хуана Хосе де Амесаги занял должность министра общественных работ, разработал пятилетний план общественных работ.
В 1947 году Томас Беррета победил на президентских выборах. Одним из первых его дел стала отправка комиссии в Лондон на переговоры об урегулировании долга, образовавшегося у Великобритании перед Уругваем за годы Второй мировой войны. 15 июня было подписано соглашения о том, что в счёт погашения долга уругвайским правительством будет национализировано находящееся на территории Уругвая имущество английских транспортных компаний. На встрече между Томасом Берретой и президентом Бразилии Эурику Гаспаром Дутрой было достигнуто соглашение о строительстве трансграничного моста между уругвайским городом Артигас и бразильским городом Куараи.
2 августа 1947 года президент Томас Беррета скончался от рака простаты, и его заменил в должности вице-президент Луис Батлье Беррес.